# Danilo Biranj
Danilo Biranj je naselje u sastavu Grada Šibenika, u Šibensko-kninskoj županiji. Nalazi se oko 11 kilometara istočno od Šibenika, uz autocestu A1.

## Povijest
U Danilo Birnju pronađeni su ilirski grobovi te reljevi ilirskih božanstava Silvana i Mitru. Na groblju kod sv. Jurja i sv. Petra i danas se mogu naći stari grobovi s ornamentima mjeseca, pogače i križa. Za vrijeme rimske vladavine naseobina Rider stječe pravo municipiuma, a kasnije postaje i biskupska katedrala. Propašću antičkog svijeta nestaje grad i biskupija Rider. 
Godine 1298. u Gornjem polju spominju se dvije župe Biranj i Orišje. Župa Biranj sastojala se od mjesta Mokro (lokalitet kod Rončevića), Biranj ( lokalitet ispred sv. Jurja koji po katastarskoj mapi 1842. godine obuhvaća područje Svračaka, Pavkovića, Blaća, Krnića, Malenica, Klarendića, Višnjića i Pilipaca), Stranići (lokalitet ispred sv. Petra) i Striževo (lokalitet iznad sv. Petra). U Mokrom je bilo 20 kuća, u Birnju 15 kuća, u Straniću 7 kuća, u Striževu 30 kuća i u Orišju 28 kuća.  
Dolaskom Turaka 1566. godine župa Biranj je ukinuta, a župa Orišje pripojena je Mandalini. Godine 1576. Mlečani i Turci sklopili su dokument razdiobe po kojem su područja župe Biranj ostala pod mletačkom upravom, a područja župe Orišje pod turskom upravom. Turci su pokušali zauzeti Biranj, Dubravu i Bilice, ali su ubrzo odustali.

## Stanovništvo
Prema popisu iz 2011. naselje je imalo 442 stanovnika.
| broj stanovnika | 282   | 297   | 282   | 273   | 262   | 321   | 321   | 358   | 494   | 542   | 531   | 526   | 462   | 477   | 457   | 442   | 416   |
|                 | 1857. | 1869. | 1880. | 1890. | 1900. | 1910. | 1921. | 1931. | 1948. | 1953. | 1961. | 1971. | 1981. | 1991. | 2001. | 2011. | 2021. |

Prezimena:
NekoćVišnjić, Blaće/Blačić, Malenica (do 1850-ih ponekad i Manenica), Rončević, Klarendić, Pilipac, Svračak, Zorčić, Vrljac (ili Vrljajac), Maglov, Rupić, Aužina, Galijatović/Galiotović, Krnić, Fakčević/Fakac, Junaković-Crnjak, Pavković
DanasBlaće/Blačić, Višnjić, Pilipac, Rončević, Svračak, Malenica, Klarendić, Zorčić, Aužina, Krnić, Stančić, Galijatović, Junaković, Rupić, Vrljac, Braica/Brajica, Maglov, Bartolec, Samodol